# Karat
A Karat keletnémet rockegyüttes, amely 1975-ben alakult Berlinben. Elődje a progresszív rockot játszó Panta Rhei együttes volt. 1982-ben Der blaue Planet című lemezükkel a nyugatnémet piacra is betört és egyben az év egyik legtöbb példányban eladott lemeze is lett, ezzel a legnépszerűbb német rockzenekarok közé emelkedett.

## Tagjai
- Claudius Dreilich – ének, gitár (2005-től)
- Bernd Römer – szólógitár (1976-tól)
- Christian Liebig – basszusgitár (1986-tól)
- Michael Schwandt – dob (1976-tól)
- Ulrich "Ed" Swillms – billentyűsök (1975-től)
- Martin Becker – klaviatur (1992-től)

### Korábbi tagjai
- Hans-Joachim "Neumi" Neumann – ének (1975–1977)
- Herbert Dreilich – sång, akustikgitarr (1975–2004, Elhunyt 2004. december 12-én.)
- Ulrich Pexa – ének, elektromos gitár (1975–1976)
- Henning Protzmann – basszusgitár (1975–1986)
- Konrad Burkert – dob (1975–1976)
- Thomas Kurzhals – billentyűsök (1984–1992)
- Thomas Natschinski – billentyűsök (1981–1984)

## Diszkográfiája

### Albumok
- 1978 Karat
- 1979 Über sieben Brücken
- 1979 Albatros (nyugatnémet kiadás, a két első keletnémet lemez anyaga)
- 1980 Schwanenkönig
- 1982 Der blaue Planet
- 1983 Die sieben Wunder der Welt
- 1985 10 Jahre Karat – Auf dem Weg zu Euch – Live
- 1987 Fünfte Jahreszeit
- 1990 ... im nächsten Frieden
- 1991 Karat
- 1995 Die geschenkte Stunde
- 1997 Balance
- 2000 Ich liebe jede Stunde (válogatás)
- 2001 25 Jahre Karat – Das Konzert
- 2003 Licht und Schatten
- 2005 30 Jahre Karat (válogatás)
- 2010 Weitergeh'n
- 2010 Ich liebe jede Stunde (14 CD-s box, benne minden albums és egy CD, amin a ritka felvételek szerepelnek)
- 2013 Symphony
- 2015 Seelenschiffe
- 2015 40 Jahre - Live von der Waldbühne Berlin

### Kislemezek
- 1975: Du und ich / Leute welch ein Tag
- 1976: Das Monster / Abendstimmung
- 1978: Auf den Meeren / Wenn das Schweigen bricht
- 1978: König der Welt / Reggae Rita Star
- 1979: Über sieben Brücken / Rockvogel
- 1979: Über sieben Brücken / Blues
- 1979: Eh, dieser Sommer / Über sieben Brücken (szovjet kiadás)
- 1980: Magisches Licht / Großstadt
- 1980: Schwanenkönig / Le Doyen II
- 1981: Über sieben Brücken / Gewitterregen / König der Welt / Der Boxer
- 1981: Der blaue Planet / Blumen aus Eis
- 1982: Jede Stunde / Falscher Glanz
- 1983: Kalter Rauch / Flipper
- 1983: Und ich liebe Dich / Abendstimmung / Märchenzeit / He, Manuela
- 1984: Kalter Rauch / Unterwegs nach Haus
- 1985: Hab’ den Mond mit der Hand berührt / Halleluja Welt
- 1986: Die fünfte Jahreszeit / Der Liebe Fluch
- 1987: In deiner Galerie / Der Fahrradverkäufer
- 1989: Immer so / Hör nicht auf
- 1990: Atemlos / Magie der Nacht
- 1990: Über sieben Brücken (Duett) / … im nächsten Frieden
- 1991: Wunder / Die Schatten werden länger
- 1991: Schwerelos / Visionen?
- 1992: Kind / Regen und Eis
- 1994: Ganz oben / Die geschenkte Stunde / Ganz oben (hosszú változat)
- 1995: Unter dem Wind / Jedermann / Der achte Tag
- 1997: Vielleicht (Radio-Edit) / Vielleicht
- 1998: Der Ozean / Lebenszeichen / Niemandsland
- 1998: Das kann niemand so wie Du (promo)
- 2000: Ich liebe jede Stunde (új felvétel) / Jede Stunde (eredeti)
- 2000: Ich liebe jede Stunde (új felvétel) / Kleine Dinge / Das kann niemand so wie Du (promo)
- 2001: Dann kann ich fliegen / In deiner Galerie / Blumen aus Eis
- 2003: Soweit der Wind (promo)
- 2005: Melancholie (promo)
- 2006: Der letzte Countdown / Melancholie / Der letzte Countdown (akusztikus változat)
- 2006: Winterzeit (promo)
- 2007: … nie zu weit (promo)
- 2010: Weitergeh’n (promo)
- 2010: Berlin (promo)
- 2012: So wie Du (promo)
- 2013: Der blaue Planet (Karat és a kieli filharmonikusok) (promo)
- 2015: Seelenschiffe (promo)
- 2015: Soll ich dich befreien (mit Gregor Meyle) (promo)
- 2016: Sag seit wann (promo)

## Fordítás
- Ez a szócikk részben vagy egészben  a   Karat című angol Wikipédia-szócikk fordításán alapul.  Az eredeti cikk szerkesztőit annak laptörténete sorolja fel. Ez a jelzés csupán a megfogalmazás eredetét és a szerzői jogokat jelzi, nem szolgál a cikkben szereplő információk forrásmegjelöléseként.
- Ez a szócikk részben vagy egészben  a   Karat című német Wikipédia-szócikk fordításán alapul.  Az eredeti cikk szerkesztőit annak laptörténete sorolja fel. Ez a jelzés csupán a megfogalmazás eredetét és a szerzői jogokat jelzi, nem szolgál a cikkben szereplő információk forrásmegjelöléseként.